# Гроу (Вісконсин)
Гроу (англ. Grow) — місто (англ. town) в США, в окрузі Раск штату Вісконсин. Населення — 443 особи (2020).

## Демографія
Згідно з переписом 2010 року, у місті мешкало 427 осіб у 161 домогосподарстві у складі 124 родин. Було 188 помешкань
Расовий склад населення:
| - 97,0 % — білих - 0,7 % — азіатів - 0,5 % — чорних або афроамериканців - 0,2 % — корінних американців |

До двох чи більше рас належало 1,6 %. Частка іспаномовних становила 0,2 % від усіх жителів.
За віковим діапазоном населення розподілялося таким чином: 24,1 % — особи молодші 18 років, 60,4 % — особи у віці 18—64 років, 15,5 % — особи у віці 65 років та старші. Медіана віку мешканця становила 45,3 року. На 100 осіб жіночої статі у місті припадало 92,3 чоловіків;  на 100 жінок у віці від 18 років та старших — 101,2 чоловіків також старших 18 років.
Середній дохід на одне домашнє господарство  становив 59 708 доларів США (медіана — 52 656), а середній дохід на одну сім'ю — 62 971 долар (медіана — 54 375). Медіана доходів становила 41 786 доларів для чоловіків та 26 944 долари для жінок. За межею бідності перебувало 10,4 % осіб, у тому числі 14,5 % дітей у віці до 18 років та 5,1 % осіб у віці 65 років та старших.
Цивільне працевлаштоване населення становило 235 осіб. Основні галузі зайнятості: сільське господарство, лісництво, риболовля — 31,1 %, виробництво — 24,7 %, освіта, охорона здоров'я та соціальна допомога — 14,0 %, публічна адміністрація — 6,8 %.